# Тамазигхтские языки
Тамази́гхтские языки (самоназвание — Tamaziɣt или Tamazight, ⵜⴰⵎⴰⵣⵉⵖⵜ (tæmæˈzɪɣt, θæmæˈzɪɣθ)) — языки тамазигхтов (берберов), относящиеся к группе атласских языков. Распространены в центральных и северных районах Марокко. Носителями тамазигхтских языков по всему миру являются около 5 миллионов человек. Как правило, эти люди многоязычные, владеющие также арабским.

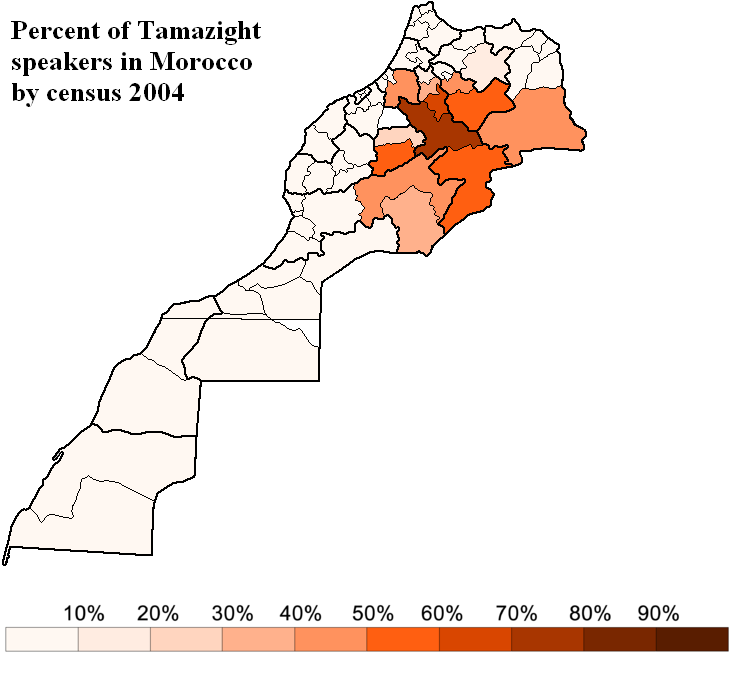
Доля говорящих на тамазигхтских языках в областях и провинциях Марокко (по данным переписи 2004 года)

Традиционно тамазигхтские диалекты считаются одним языком, но значительные различия между его основными тремя группами диалектов позволяют рассматривать тамазигхтский языковой ареал как три самостоятельных языка:
- Среднеатласский тамазигхтский;
- Восточно-высокоатласский тамазигхтский;
- Демнатский.

Стандартизированный вариант тамазигхтского языка признан в Марокко и как один из официальных языков употребляется в государственном делопроизводстве с 2011 года.

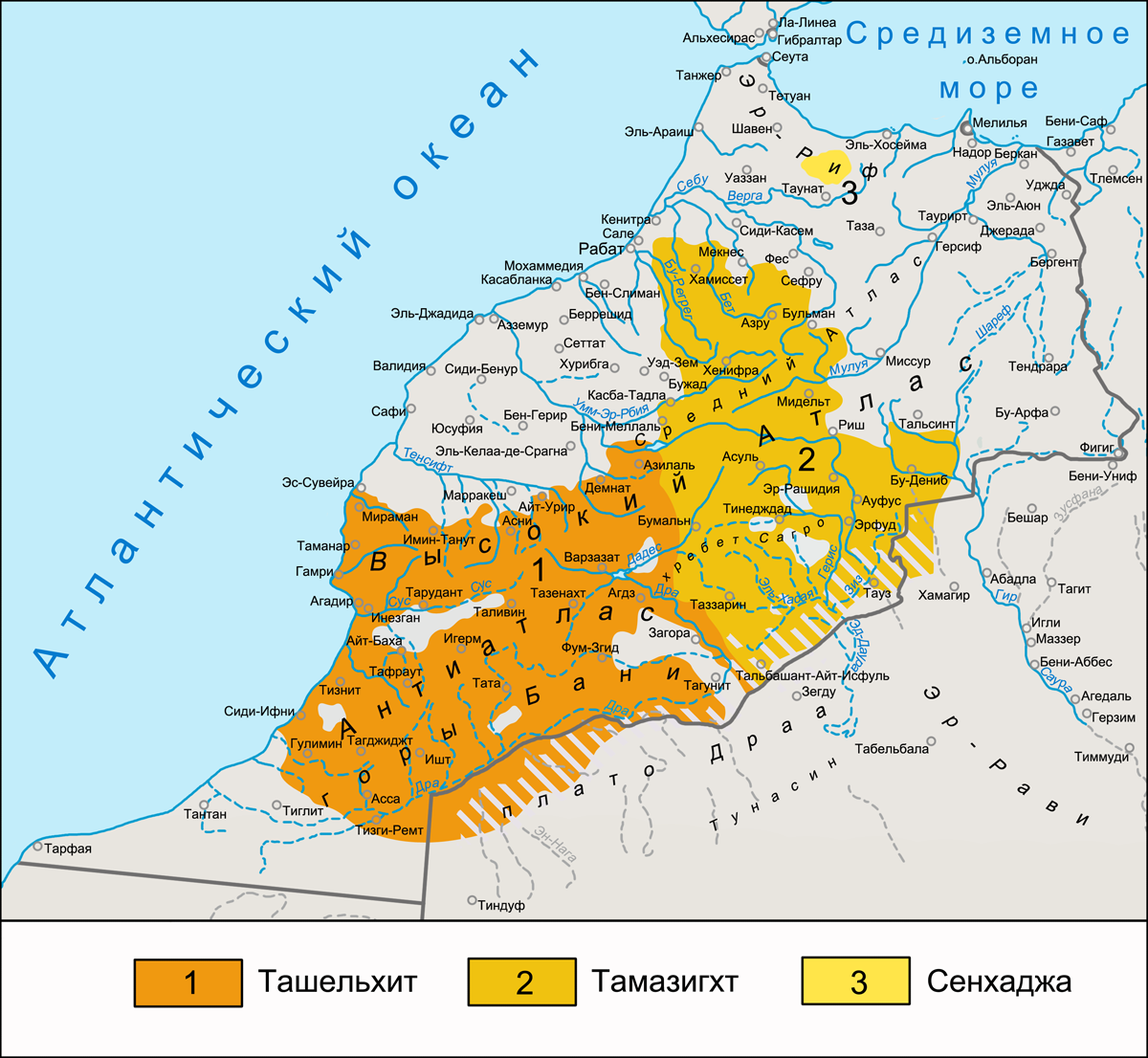
Область распространения тамазигхтских языков

Ранее для записи этих языков использовался арабский алфавит. Наиболее распространённым в наше время является латинский алфавит. В 1970-х предпринимались попытки ввести в обиход древнеливийское письмо, употребляемое в родственных туарегских языках; в настоящее время тифинаг является официальной письменной формой тамазигхтских языков.